# Dátis
Dátis (staropersky Dátiça, elamsky Datija) byl perský vojevůdce médského původu a jeden z hlavních aktérů řecko-perských válek v 5. století př. n. l. Jeho životní data nejsou přesně známa.
Dátida pověřil perský velkokrál Dareios I. roku 490 př. n. l. zvláštním úkolem: měl vést trestnou expedici proti řeckým městům v Evropě, která podporovala iónské povstání v Malé Asii. Druhým velitelem výpravy byl ustaven Dareiův synovec Artafernés, syn stejnojmenného sardského satrapy. Během plavby Egejským mořem si Dátis podrobil Rhodos a Naxos, navštívil Apollónův chrám na Délu a nakonec přistál s flotilou u řeckého pobřeží. Město Eretrie bylo vypáleno, jeho obyvatelstvo podle pozdního Platónova výkladu zotročeno. Pak se Dátis soustředil na útok proti Athéňanům, jimž chtěl znovu dosadit za vládce vyhnaného tyrana Hippia. Ale Řekové se jeho jednotkám poblíž Marathónu postavili a pod Miltiadovým vedením jim uštědřili těžkou porážku. Tím Dátidova výprava fakticky ztroskotala – o dalších osudech velitele pak prameny mlčí.